# NGC 5624
NGC 5624 ist eine Spiralgalaxie vom Hubble-Typ Sdm? im Sternbild Bärenhüter am Nordsternhimmel. Sie ist schätzungsweise 91 Millionen Lichtjahre von der Milchstraße entfernt und hat einen Durchmesser von etwa 30.000 Lj.
Das Objekt wurde am 9. Mai 1887 von Lewis A. Swift entdeckt.